# María del Carmen Simón Palmer
María del Carmen Simón Palmer (Madrid, 12 de diciembre de 1946) es una historiadora, investigadora y bibliógrafa española.

## Trayectoria
Hija del historiador y bibliógrafo José Simón Díaz, tras hacer el bachillerato en el Instituto Isabel la Católica de Madrid, se licenció en Historia en 1969 y se doctoró en esa especialidad de Filosofía y Letras en 1972 con sobresaliente «cum laude».
Es miembro fundador de la Asociación Española de Bibliografía y de otras instituciones de su país, así como del «Centre de Recherches sur les Littératures Modernes et Contemporaines» de la Universidad Blaise Pascal, en Clermont Ferrand. Está en el Consejo de Redacción de la Revista de Literatura del Consejo Superior de Investigaciones Científicas, y participa en el Consejo Asesor de la Revista Feminae de la Universidad de Granada.
Como investigadora ha colaborado con el Instituto de Estudios Madrileños, el Instituto "Miguel de Cervantes" y el Instituto de Filología, y con la Institución Milá y Fontanals del CSIC, estros tres últimos en la órbita del CSIC. Además de su trabajo en la elaboración de "Repertorio de impresos españoles perdidos e imaginarios" del departamento de Bibliografía de la Universidad Complutense de Madrid y de Bibliografía de la Literatura Hispánica, con José Simón Díaz, también ha participado en programas de tipobibliografía española y en el proyecto Cultura alimentaria Andalucía-América de la Universidad de Córdoba.
La Comunidad de Madrid le concedió en 2015 el Premio de Investigación Julián Marías y Miguel Catalán.

## Selección de obra publicada
Especialista en manuales de bibliografía, tipobibliografía, temas relacionados con Madrid y la mujer española en la Historia, además de algunos curiosos estudios sobre gastronomía y alimentación, de entre su nutrida documentación se podrían seleccionar, quizá al azar:
- Bibliografía de la Gastronomía Española. Madrid. Editorial Velázquez. 1977.
- La alimentación y sus circunstancias en el Real Alcázar de Madrid. Madrid. Instituto de Estudios Madrileños. 1982.[4]
- Planos y noticias de algunos teatros madrileños del siglo XIX, en El Teatro en Madrid. 1583-1925. Del Corral del Príncipe al Teatro de Arte. Madrid. Ayuntamiento. 1983.
- El gas y los madrileños. Madrid. Espasa Calpe. Gas Madrid. 1989.
- Mil escritoras españolas del siglo XIX, en Crítica y ficción literaria: mujeres españolas contemporáneas. Granada. Universidad. 1989.
- El Retiro, Parque de Madrid. Madrid. La Librería. 1991.
- Escritoras españolas del siglo XIX. Manual bio-bibliográfico. Madrid. Castalia. 1991.
- Cocineros europeos en el Palacio Real. Madrid. Artes Gráficas Municipales. 1991.
- La cocina de Palacio 1561-1931. Madrid. Castalia. 1997.
- Actividades públicas de las madrileñas en la I República. Madrid. Artes Gráficas Municipales, Área de Régimen Interior y Patrimonio. 2002.

### En trabajos conjuntos
- "Rosario de Acuña", en Spanish Women Writers. A Bio-Bibliographical Source Book. Nueva York. Greenwood Press, 1993, págs.1-12.
- "Escritoras heterodoxas españolas", en Diálogo intercultural. Migración de discursos. Memorias del Simposio Internacional de la Cátedra de Estudios Ibéricos de la Universidad de Varsovia. Varsovia-Konstancin 15- 19 de octubre de 1991. Varsovia. CESLA. 1993. págs. 271-84.
- "La prostitución en la novela madrileña del siglo XIX. Realidad social y representación novelística", en La prostitution en Espagne de l'époque des Rois Catholiques à la IIè Rèpublique. Besançon. Université. 1994, págs. 359-72.
- "Especias, condimentos y hierbas aromáticas en el teatro del Siglo de Oro", en  El sabor del sabor : hierbas aromáticas, condimentos y especias / Antonio Garrido Aranda (comp.), 2004, ISBN 84-7801-728-3, págs. 153-192.[5]

### Selección de artículos
- "El abastecimiento de Madrid durante el sexenio absolutista (1814-1820). Datos para su estudio", en Anales del Instituto de Estudios Madrileños, ISSN 0584-6374, N.º 4, 1969, págs. 283-307.
- "Diversiones callejeras: las ascensiones aerostáticas", en Villa de Madrid, 42-43, 1974, págs. 75-78.
- "Los espectáculos de física recreativa", en Villa de Madrid, 44, 1974, págs. 62-66.
- "Casas de baños en Madrid", en Anales del Instituto de Estudios Madrileños, XI, 1975, págs. 1-14.
- "Construcción y apertura de teatros madrileños en el siglo XIX", en Anales del Instituto de Estudios Madrileños, XI, 1975, págs. 1-53.
- "Faroleros y serenos (Notas para su historia)", en Anales del Instituto de Estudios Madrileños, XII, 1976, págs. 1-22.
- "La publicidad en las calles madrileñas durante el siglo XIX", en Anales del Instituto de Estudios Madrileños, XIV, 1977, págs. 1-7.
- "Documentos sobre los Corrales de Comedias de Madrid en la Biblioteca del Instituto del Teatro de Barcelona", en Revista de la Biblioteca, Archivo y Museo del Ayuntamiento de Madrid, I-II, 1977, págs. 151-61.
- "Acróbatas, músicos callejeros, forzudos y seres deformes", en Villa de Madrid, 60, 1978.
- "Revistas destinadas a la familia en el siglo XIX", en Cuadernos Bibliográficos, XL, 1980, págs.1-10.
- "La maternidad en España: Ciencia y superstición", en Asclepio, XXXVII, 1985, págs. 257-78.
- "Obras clásica españolas sobre alimentación", en Revista de Occidente, 55, 1985, págs. 63-74.
- "La educación de la mujer en España", en Hermes, 4, 1994, págs. 9-13.
- "Bibliofilia y gastronomía: una colección ejemplar", en Pliegos de bibliofilia, ISSN 1139-5753, N.º 7, 1999, págs. 27-32.[6]
- "La miel: de la flor a la escena", en Cuadernos de etnología de Guadalajara, ISSN 0213-7399, N.º 34, 2002, págs. 119-134.[7]
- "Evolución de la profesión de cocinero: del primer estatuto a la primera exposición culinaria en Madrid (1758-1925)", en Anales del Instituto de Estudios Madrileños, ISSN 0584-6374, N.º 51, 2011, págs. 337-358.[8]